# کالومبورو، استرالیای غربی
کالومبورو (به انگلیسی: Kalumburu) یک شهرک در استرالیا است که در استرالیای غربی واقع شده‌است.